# Miguelina Cobián
Miguelina Cobián, później Hechavarría (ur. 19 grudnia 1941 w Santiago de Cuba, zm. 1 grudnia 2019 w Hawanie) – kubańska lekkoatletka specjalizująca się w krótkich biegach sprinterskich, dwukrotna uczestniczka letnich igrzysk olimpijskich (Tokio 1964, Meksyk 1968), srebrna medalistka olimpijska z Meksyku w biegu sztafetowym 4 × 100 metrów.

## Sukcesy sportowe
| Rok  | Miasto          | Zawody                                   | Konkurencja                                    | Wynik                                   |
| ---- | --------------- | ---------------------------------------- | ---------------------------------------------- | --------------------------------------- |
| 1962 | Kingston        | Igrzyska Ameryki Środkowej i Karaibów    | bieg na 100 m                                  | złoty medal                             |
| 1963 | São Paulo       | Igrzyska panamerykańskie                 | bieg na 100 m bieg na 200 m sztafeta 4 × 100 m | srebrny medal                           |
| 1963 | Porto Alegre    | Uniwersjada                              | bieg na 100 m bieg na 200 m sztafeta 4 × 100 m | brązowy medal                           |
| 1964 | Tokio           | Igrzyska olimpijskie                     | bieg na 100 m                                  | 5. miejsce                              |
| 1965 | Budapeszt       | Uniwersjada                              | bieg na 100 m bieg na 200 m                    | srebrny medal                           |
| 1966 | San Juan        | Igrzyska Ameryki Środkowej i Karaibów    | bieg na 100 m bieg na 200 m                    | złoty medal srebrny medal               |
| 1967 | Xalapa-Enríquez | Mistrzostwa Ameryki Środkowej i Karaibów | bieg na 200 m bieg na 100 m                    | złoty medal srebrny medal               |
| 1967 | Winnipeg        | Igrzyska panamerykańskie                 | sztafeta 4 × 100 m bieg na 100 m bieg na 200 m | złoty medal srebrny medal brązowy medal |
| 1968 | Meksyk          | Igrzyska olimpijskie                     | sztafeta 4 × 100 m bieg na 100 m               | srebrny medal 8. miejsce                |
| 1969 | Hawana          | Mistrzostwa Ameryki Środkowej i Karaibów | bieg na 100 m bieg na 200 m                    | złoty medal                             |
| 1970 | Panama          | Igrzyska Ameryki Środkowej i Karaibów    | bieg na 100 m bieg na 200 m                    | złoty medal                             |

## Rekordy życiowe
- bieg na 100 metrów – 11,3 – Budapeszt 17/06/1967
- bieg na 200 metrów – 23,2 – Zurych 04/07/1969